# Таганрогское подполье
Таганрогское подполье — антифашистская организация, существовавшая в г. Таганроге в период его оккупации немецкими войсками в 1941—1943 годы.

## История
В период оккупации в городе действовала подпольная организация, насчитывающая около 500 человек. Комиссаром был С. Г. Морозов, командиром — Василий Афонов. Многие из её участников погибли. За мужество и отвагу в борьбе с немецкими захватчиками 126 человек были награждены орденами и медалями. С. Г. Морозов был удостоен звания Героя Советского Союза.

## Члены Таганрогского подполья
- Абрамов, Корней
- Абрамов, Александр
- Абрамова, Ольга
- Акименко, Дмитрий
- Афонов, Василий Ильич
- Афонов, Константин
- Баштаник, Порфирий
- Белов, Константин
- Боровков, Александр
- Бодня, Игнат
- Бринцева, Антонина Петровна[2]
- Бугаев, Тимофей
- Вайс, Сергей Александрович
- Валуйский, Василий
- Варфоломеев, Борис
- Варфоломеева, Алла Евгеньевна
- Верановский, Василий

Памятник «Клятва юности». 2012 год

- Вереитинов (Веретеинов), Иван Дмитриевич
- Вишневский, Иван
- Возыка, Анастасия Фёдоровна
- Воронцов, Всеволод (отец)
- Воронцов, Всеволод Всеволодович (сын)
- Вотлеев, Владимир
- Выдрин, Павел
- Гальченко, Петр
- Гисцов, Василий
- Глотов, Владимир
- Головченко, Анна
- Гончаров, Георгий Н.
- Грибчатов, Александр
- Гриценко, Юрий
- Гуда, Георгий
- Гудзенко, Сергей
- Гудник, Александр
- Драмников, Сергей
- Егоренко, Константин
- Жданова, Нина Ильинична
- Жиленко, Александр
- Зиборов, Александр
- Иванов, Иван
- Калашников, Степан
- Калиниченко, Наталья
- Каменская, Таисия
- Капля, Раиса Петровна
- Карповская, Евдокия
- Квитко, Алексей
- Кизряков, Виктор Ф.
- Кириченко, Яков
- Ковалев, Иван
- Козубко, Нина
- Коливанов, Алексей
- Комаров, Петр
- Кононов, Анатолий
- Коперин, Максим
- Костиков, Лев Александрович
- Кравченко, Олег
- Красницкая, Тамара
- Крестьянинова, Вера
- Кузнецов, Николай Васильевич
- Куликов, Николай
- Кучеренко, Виктор
- Кущенко, Мария
- Лавров, Василий
- Легеза, Владимир
- Литвинов, Иван
- Лихолетова, Лидия
- Лохтин, Вадим
- Лызлов, Геннадий Г.
- Мегелат, Григорий
- Мещерин, Анатолий
- Миксон, Иван
- Морозов, Григорий
- Морозов, Семён (Николай) Григорьевич
- Мостовенко, Степан
- Муравьева, Маргарита Ефимовна[3]
- Надолинский, Борис
- Назаренко, Анатолий Георгиевич
- Несветайлова (Стеценко) Елена Павловна
- Новиков, Михаил
- Обухов, Петр
- Отлыгин, Георгий
- Пазон, Юрий (Георгий) Фёдорович
- Первеев, Александр
- Перцев, Федор
- Перцева, Антонина
- Перцева, Ирина
- Перцева, Феоктиста
- Петренко, Захар
- Плотников, Максим
- Подольский, Прокофий
- Подолякин, Петр
- Подыбайло, Яков
- Поздняк, Иван
- Прокопович, Владимир
- Протегов, Николай
- Проточенова, Розалия
- Пугачева, Вера
- Пудов, Сергей
- Пустовойтов, Павел
- Романенко, Александра
- Романенко, Сергей
- Сармакешьян, Мартирос
- Сахниашвили, Георгий
- Серебряков, Антон
- Сериков, Василий
- Симаньков, Н.С.
- Синицын, Юрий
- Синченко, Евдокия
- Скрибников, Василий
- Сорокин, Федор
- Стаценко, Антонина
- Стрельченко, Владимир
- Стуканев, Владимир К.
- Сусенко, Климентий
- Сухомлинов, Андрей
- Сухомдинова, Мария
- Татарин, Георгий
- Татаринова, А.Ф.
- Татаринова, Любовь
- Толстов, Анатолий А.
- Трофимова, Нонна Петровна
- Тупиченко, Мария
- Турубаров, Пётр Кузьмич
- Турубарова, Валентина Кузьминична
- Турубарова, Раиса Кузьминична
- Тюрин, Владимир
- Уликин, Василий
- Филатова, Нина
- Фисенко, Юрий
- Фоменко, Константин, Тимофеевич
- Хлопова, Валентина М.
- Хорузин, Михаил
- Чепига, Даниил
- Чередниченко, Михаил
- Чернявский, В.В.
- Шаров, Евгений Александрович
- Шаролапов, Владимир
- Шевченко, Виктор
- Шевцова, Просковья
- Ширманова, Любовь
- Шляхтина, Лидия
- Щетинин, Спиридон
- Щеблыкин, Валерьян

## Память
- Подвигу таганрогских подпольщиков посвящена документальная повесть Генриха Гофмана  «Герои Таганрога»[1].
- В 1973 году в Таганроге в память о подвиге юных подпольщиков в Спартаковском переулке, напротив Чеховской гимназии, был открыт памятник «Клятва юности» (скульпт. Владимир и Валентина Грачёвы)[4][5].